# Marek Adamczewski (historyk)
Marek Adamczewski – polski historyk, heraldyk. 

## Życiorys
Absolwent historii na Uniwersytecie Łódzkim (1987). Doktorat w 1998 (Heraldyka miast wielkopolskich do końca XVIII wieku) i habilitacja w 2011 (Pieczęcie urzędowe władz lokalnych z obszaru Polski centralnej. Część 1. Pieczęcie władz kościelnych do połowy XX wieku. Część 2. Pieczęcie sądów szlacheckich do 1793 roku. Część 3. Pieczęcie władz miejskich do 1950 roku) tamże. Profesor nadzwyczajny UŁ. Zajmuje się heraldyką i sfragistyką. Autor licznych ekspertyz heraldycznych.

## Wybrane publikacje
- Heraldyka miast wielkopolskich do końca XVIII wieku, Warszawa: "DiG" 2000.
- Pieczęcie urzędowe władz lokalnych z obszaru Polski centralnej. Cz. 1, Pieczęcie władz kościelnych do połowy XX wieku, Łódź: Księży Młyn Dom Wydawniczy, Michał Koliński. Oddział Publikacji Zleconych 2010.
- Pieczęcie urzędowe władz lokalnych z obszaru Polski centralnej. Cz. 2, Pieczęcie sądów szlacheckich do 1793 roku, Łódź: Księży Młyn Dom Wydawniczy, Michał Koliński. Oddział Publikacji Zleconych 2010.
- Pieczęcie urzędowe władz lokalnych z obszaru Polski centralnej. Cz. 3, Pieczęcie władz miejskich do 1950 roku, Łódź: Księży Młyn Dom Wydawniczy, Michał Koliński. Oddział Publikacji Zleconych 2010.[3]

## Ekspertyzy heraldyczne
Marek Adamczewski brał udział w części merytorycznej prac nad herbami m.in.:
- województwa łódzkiego,
- powiatu łódzkiego wschodniego,
- Pabianic,
- Zgierza.